# Micromyrtus fimbrisepala
Micromyrtus fimbrisepala är en myrtenväxtart som beskrevs av John William Green. Micromyrtus fimbrisepala ingår i släktet Micromyrtus och familjen myrtenväxter. Inga underarter finns listade i Catalogue of Life.